# Seppo Väli-Klemelä
Seppo Väli-Klemelä, född den 13 november 1949 i Helsingfors, är en finländsk orienterare som blev nordisk mästare i stafett 1973 och tog silver i stafett vid VM 1974.